# ヘチ 王座への道
『ヘチ 王座への道』（へち おうざへのみち、原題：「해치」）は、2019年2月11日から4月30日にかけて放送された韓国SBSのテレビドラマ。日本では同年6月19日、衛星劇場にて初めて放送、11月10日、NHK-BSプレミアムで開始された。全48話(放送チャンネルによっては24話版で放送)。2020年6月3日にDVD-BOXが発売された。

## 概要
このテレビドラマは朝鮮王朝第21代王・英祖の青年期を描き、身分の低い淑嬪崔氏を母に持ち、周囲から軽視されるも自らの使命を受け入れ、ついに王座に就き万民のための政治を行う物語である。題名は善悪を裁く伝説上の生物・獬豸（カイチ）に由来する。
主演はチョン・イルで彼の除隊後初のテレビドラマ出演作品となった

## あらすじ
水くみの母親と王の間に生まれたイ・グム（ヨニン君）は王族とも思われず、王宮の外でムンスやヨジら仲間と暮らしていた。しかし、父親の粛宗は他の兄弟の誰よりもクムが王の器だと思っていた。
同じ王族であるイ・タン（ミルプン君）の悪事を黙認する司憲府に反発したハン監察監は弾劾しようと動くが、南人で野心家のウィ副長に裏切られてしまう。
仲間達の身を心配し、一度は距離を置こうとしていたクムだったが、仲間だったムンスが科挙の試験の不正を訴え、捕らえられそうになったのを助けた事、またサイコロ遊びで「王」のマスにとまったのを天啓として、行動を共にする事に決めた。
父親が亡くなり景宗として即位した兄はクムを世弟にして頼りにするが、支持基盤である少老強硬派から王の座を奪われるのではと焚きつけられ不安になる。
タンを追い詰めた矢先に景宗は謎の毒殺をとげ、少老強硬派はクムが英祖として王位に就くと妨害し苦しめる。そんな中、追放されていた王族のイ・インジャがタン（ミルプン君）を担ぎ大規模な反乱を起こす。
しかし、クムは率先したリーダーシップで乱の鎮圧に臨み、左議政である老論派ミン・ジノンの助言や支持で、人事や部署の改革（蕩平策）を推し進める。

## 登場人物
NHK-BSプレミアム『ヘチ　王座への道』キャスト、登場人物を参考
( )内は吹き替え版の声優。NHK-BSプレミアム『ヘチ　王座への道』登場人物を参考

### 主要人物
- 延礽君 （ヨニングン）／イ・グム（李昑）：チョン・イル（声：金本涼輔)

李氏朝鮮の王子、後の朝鮮第21代王・英祖。本作の主人公。純粋な正義感と「水汲み女の息子」と呼ばれる事への反発を合わせ持ち、時にはその性格を敵に利用されやすい。
- パク・ムンス（朴文秀）：クォン・ユル（朝鮮語版）（声：森山智寛）

イ・グムの友人。科挙に落第し続けていたが、晴れて司憲府の監察に就任する。
- チョン・ヨジ（千汝智）：コ・アラ（声：平井祥恵）

イ・グムの友人。女性ながら司憲府の一員として活躍する。のちに大妃の庇護のもと女官として朝廷に入る。
- チャドン：ハ・ソングァン

イ・グムの侍従。赤ずくめの装束でとても目立つ。イ・グムが王位に就いてからは落ち着いた色に替わる。
- ハ・チョホン：パク・チヨン

イ・グムの友人の女性。のちにハ尚宮となり、朝廷でヨジに協力する。
- タルムン（達文）：パク・フン（声：浜田賢二）

都の情報屋。「ごろつき」とよく呼ばれる。イ・グムの仲間では唯一、髪を結っていない。
- クンテ：ホン・ジンギ（声：吉田丈一郎）

タルムンの部下。ミルプン君に接近したタルムンを、同僚の「語り部」とともに不審がるも命令に従う。
- チョン・キス（語り部）：イ・ソンウォン

同じくタルムンの部下。張り紙や瓦版で民衆に朝廷の内幕を演説するが、事実も意図的な間違いも混じっている。　
- 密豊君（朝鮮語版）（ミルプングン）／イ・タン（李坦）：チョン・ムンソン（声：内田岳志）

李氏朝鮮の王子だが傍系。イ・グムを追い落とし自身が王になる野心を持つ。
- ト・ジグァン：ハン・ジサン（声：髙橋耕次郎）

妓楼の主人。清との密貿易や人身売買など裏で様々な稼業をしている。「鎌使い」や「女剣士」などが周囲にいる。
- チョン・ユニョン／ポクタン：ぺ・ジョンファ（声：北西純子）

ミルプン君の愛人。タルムンとは子供時代からの知り合い。タルムンに惹かれれつつもミルプン君を見捨てることができない。
- イ・インジャ（朝鮮語版）（李麟佐）：コ・ジュウォン（声：藤崎卓也）

ドラマ終盤に登場する悪役で、ミルプン君を担ぐ王族。政争に敗れ追放されていたが、屋敷に失脚した南人（清南）たちを抱え、山岳に要塞を構えている。イ・グムに粛清された少論強硬派（峻少論）も加え「戊申政変」の首謀者（将軍）となる。

### 王室・宮廷
- 粛宗（スクチョン）／イ・スン：キム・ガプス（声：佐々木勝彦）

イ・グムの父。李氏朝鮮第19代王。
- 景宗（キョンジョン）／イ・ユン：ハン・スンヒョン（声：蓮岳大）

イ・グムの異母兄。李氏朝鮮第20代王。
- 仁元王后：ナム・ギエ（声：横田砂選）

粛宗の継妃。生母ではないが3人の継子を大切に思う心の広い女性。大妃、のち大王大妃。
- 宣懿王后：ソン・ジイン（声：麻鈴）

景宗の継妃。イ・グムを王座を狙う者だと思い、表面上はともかく心を許してはいない。
- 貞聖王后：チェ・スイム（声：池田朋子）

イ・グムの正室。イ・グムが危機に陥ると仁元王后によく相談する事が多い。
- 延齢君（ヨルリョングン） イ・フォン：ノ・ヨンハク（声：大町知広）

イ・グムの異母弟。兄弟の中でイ・グムを一番慕う。

### 老論（ノロン）派
- キム・チャンジュン（朝鮮語版）（金昌集）：イ・ウォンジェ（声：浅見小四郎）

老論トップ。飾り物の領議政。ミン・ジノンに派閥の実権を握られている。イ・グムを世弟に推挙する。
- イ・イギョム（朝鮮語版）（李頤命）：キム・ジョンス（声：志賀圭二郎）

キム・チャンジュンの側近。粛宗から亡くなる前に、イ・グムを世継ぎにしたいという意思を告げられていた。吏曹参判。
- ミン・ジノン（朝鮮語版）（閔鎭遠）：イ・ギョンヨン（声：菅生隆之）

老論の二番手だが、実質的には派閥を率いて朝廷を牛耳っている。イ・グムの前に立ちはだかる大きな壁であると同時に、王として進む為の指針を助言する得難い先達でもある。左議政。

### 少論（ソロン）派
- チョ・テグ（朝鮮語版）（趙泰耉）：ソン・ビョンホ（声：佐々木梅治）

少論トップ。少論強硬派（峻少論）。景宗の王権を安泰にするためイ・グムを排除しようとする。そのため、時にはミン・ジノンとも手を組む。右議政。
- イ・グァンジャ（朝鮮語版）（李光佐）：イム・ホ（声：野島裕史）

少論穏健派（緩少論）。景宗を親身に支える数少ない重臣。イ・グムの学問の師であり、彼に同情的な言動をチョ・テグからしばしば叱責されている。戸曹参判。
- チョ・ヒョンミョン：イ・ドヨプ（声：小野健一）

同じく少論穏健派。イ・グァンジャと共に景宗に尽くす。王とイ・グムの関係悪化に悩む。義禁府知事。

### 司憲府（サホンブ）
- チュ・ヨンハン：チョン・スンウォン（声：江藤博樹）

監察長。権力者にこび、部下には横柄。出世したユン・ヒョクの監査を逃れるため、ウィ・ビョンジュ一人に責任を負わせようとする。罪は免れるが監察長は罷免される。平の監察になってからは、ムンスや新たなユン監察長の影響で、改心したような言動も見られる。
- ウィ・ビョンジュ：ハン・サンジン（声：てらそままさき）

栄達には手段を選ばない没落した南人（清南）。監察副長だったが過去の不正が露見する。流刑地から脱走してイ・インジャに誘われ再度、反乱に加担してしまう。
- ハン・ジョンソク：イ・ピルモ（声：内田夕夜）

ヨジを見守る厳しいながらも優しい監察監の上司。ドラマ前半で謎の殺人事件に巻き込まれて無念の死を遂げる。
- ユン・ヒョク（尹皕）：チェ・ミョンチョル（声：さかき孝輔）

公正な性格な為、孤立している名門（小北派）の両班。世弟となったイ・グムに人柄を見込まれ、高官に抜擢される。吏曹正郎のち監察長。
- チャンダル：チョン・ペス（声：山本満太）

年配の補佐官。年は離れているが、ヨジやムンスと仲がいい。イ・インジャの乱の時に、実は50歳であることを明かし、アボンを驚かせる。
- アボン：アン・スンギュン（声：平井貴大）

若年の補佐官。同じくヨジやムンスと行動を共にすることが多い。チャンダルを慕い、イ・インジャの乱では必ずともに生還しようと誓い合う。

## 日本での放送
- 衛星劇場：2019年6月19日[15] - 2019年9月11日[16]（毎週水 23時00分 - 25時30分）朝鮮語放送（日本語字幕付き）※二話連続、24話版で放送 
  - 同上：2019年6月25日[17] - 2019年9月17日 [18]（毎週火 13時30分 - 16時00分）※再放送
  - 同上：2019年9月17日[19] - 2019年10月21日[20]（毎週月〜金 6時15分 - 7時30分）※再々放送
- NHK BSプレミアム：2019年11月10日 - 2020年5月3日（毎週日 21時00分 - 22時00分）二ヶ国語放送 ※24話版で放送
- NHK総合：2021年2月14日 - 2021年8月29日（毎週日 23時00分 - 24時00分） ※24話版で放送
- テレビ東京：2022年3月30日 - 2022年5月2日（毎週月〜金 8時15分 - 9時11分）二ヶ国語放送(日本語字幕付き) ※24話版で放送
- テレビ愛知：2022年5月2日 - 2022年6月6日（毎週月〜金 9時30分 - 10時30分）二ヶ国語放送(日本語字幕付き) ※24話版で放送
- LaLa TV：2022年6月21日 - 2022年7月22日（毎週月〜金 22時00分 - 23時30分）※24話版で放送
  - 同上：2022年10月2日 - 2022年11月6日（毎週日 14時00分 - 20時30分）※再放送、4話連続放送
- テレビ大阪：2022年7月12日 - 2022年8月16日（毎週月〜金 11時59分 - 12時57分）二ヶ国語放送(日本語字幕付き) ※24話版で放送
- テレビ北海道：2022年8月17日 - 2022年9月19日（毎週月〜金 9時30分 - 10時26分）二ヶ国語放送(日本語字幕付き) ※24話版で放送
- TVQ九州放送：2022年8月17日 - 2022年9月20日（毎週月〜金 9時00分 - 9時57分）二ヶ国語放送(日本語字幕付き) ※24話版で放送
- BS-TBS：2022年9月5日 - 2022年10月7日（毎週月～金 12時59分 - 13時55分）※24話版で放送
  - 同上：2023年4月17日 - （毎週月〜金 7時00分 - 7時54分）※再放送